# Orde Wingate
Generalmajor Orde Charles Wingate, DSO z dvema ploščicama, britanski general, * 26. februar 1903, † 24. marec 1944.
Kot globoko verujoč kristjan je Wingate postal podpornik sionizma, saj je smatral za krščansko dolžnost pomagati judovski skupnosti v Palestini, da se ustanovi judovska država. Leta 1936 je bil dodeljen britanskemu mandatu za Palestino in ustanovil je Specialne nočne oddelke ter pomagal uriti pripadnike Haganah, judovske paravojaške organizacije (predhodnice današnjih Izraelskih obrambnih sil). Med vzhodnoafriško kampanjo je ustanovil Gideon Force, večinoma sestavljeno iz Afričanov, ki so se borili proti italijanskemu okupatorju.
Najbolj pa je znan po ustanovitvi činditov, zračnoprevoznih globoko-penetracijskih enot, ki so delovali v japonskem zaledju med burmansko kampanjo.

## Spomeniki
Činditski spomenik v Londonu ima eno celotno stran posvečeno Wingatu, kot ustanovitelju činditov ter za zasluge glede Izraela. Na pokopališču Charlton v Londonu stoji spominski kamen v njegovo čast, kjer so pokopani drugi člani njegove družine.
Zaradi njegove velike pomoči sionizmu so po njem poimenovali izraelski nacionalni center za fizično vzgojo in šport - Inštitut Wingate (Machon Wingate). Po njem so v Izraelu poimenovali še trg v soseki Rehavia v Jeruzalemu in mladinsko vas Yemin Orde pri Haifi. 
V Londonu so po njem leta 1946 poimenovali tudi judovski nogometni klub Wingate F.C..